# 20th Digital Studio
20th Digital Studio (também conhecida em tela como simplesmente 20th Digital e anteriormente conhecido como Fox Digital Studio de 2008 a 2013 e Zero Day Fox de 2013 a 2020) foi uma empresa americana de produção e distribuição de webséries e filmes para web fundada em 2008 como uma mídia digital, e é uma subsidiária da 20th Century Studios, uma divisão da Walt Disney Studios, que é uma divisão da The Walt Disney Company. Seu foco evoluiu para financiar e produzir conteúdo de gênero de formato curto por novos cineastas do mundo digital e dos festivais de cinema.
Produziu séries da web como The Ropes, de Vin Diesel, Wolfpack of Reseda, Let's Big Happy, Suit Up, Bad Samaritans e Suit Up 2, além de filmes como Shotgun Wedding. Suit Up, estrelado por Marc Evan Jackson, é o primeiro dos programas do estúdio a ser escolhido para uma segunda temporada. Foi produzido em parceria com a DirecTV.
A 20th Digital Studio é um dos estúdios da 21st Century Fox que foram adquiridos pela Disney em 20 de março de 2019. O estúdio foi fechado em abril de 2023 pela Disney como parte de uma série de cortes de gastos e demisões na empresa, o que levou o então vice-presidente executivo David Worthen Brooks a ser transferido para um acordo de produção com o streaming Hulu, com sua nova entidade de produção intitulada WorthenBrooks.

## Filmografia

### Séries de televisão
- The Ropes (2011)
- Wolfpack of Reseda (2012)
- Let's Big Happy (2012)
- Suit Up (2012)
- Bad Samaritans (2013)
- Suit Up 2 (2014)
- Phenoms (2018)
- Small Shots (2018)

### Filmes
- Shotgun Wedding (2013)
- How to Be a Man (2013)
- Parallels (2015)
- Mono (2016)
- Grimcutty (2022)
- Matriarch (2022)

## Logotipo
O logotipo original da Fox Digital Studio foi criado em 2007 pelo artista gráfico em movimento e 3D Robert Holtby, residente do Reino Unido. A partir de 2013, Holtby atualizou o logotipo para refletir o novo rebranding da Fox Digital Studio, como "Zero Day Fox" e para movê-lo mais de acordo com os outros logotipos da 20th Century Fox criados pela Blue Sky Studios.
O atual logotipo do 20th Digital Studio foi feito de acordo com o logotipo da 20th Television, após a remoção da marca "Fox" da Disney dos ativos da 21st Century Fox adquiridos em 2019 para evitar confusão com a Fox Corporation.